# Rafael Vitti
Rafael Alencar Vitti, né le 2 novembre 1995 à Rio de Janeiro, est un acteur et musicien brésilien

## Biographie
Vitti est né et a grandi à Rio de Janeiro. Il a grandi dans le quartier de Flamengo, au sud de la ville de Rio de Janeiro. Il est le fils des acteurs João Vitti et Valéria Alencar, et le frère de l'acteur Francisco Vitti.
En février 2017, il a commencé à sortir avec l'actrice Tatá Werneck (en), n'assumant la relation qu'en août. En janvier 2018, ils se sont fiancés et en octobre, ils ont emménagé ensemble. Discrets, Rafael et Tatá se sont mariés en secret en 2019. Le 23 octobre 2019, Clara, la première fille du couple, est née.

## Filmographie
- 2005: Amor de Mula
- 2012: Nós
- 2014–2015: Malhação Sonhos
- 2015: Fantástico
- 2016: Totalmente Sem Noção Demais (pt)
- 2016: Velho Chico
- 2016: Domingão do Faustão (pt)
- 2016: Rock Story
- 2017: Os Saltimbancos Trapalhões: Rumo a Hollywood (pt)
- 2019: Verão 90 (pt)
- 2020: Multishow
- 2021–2023: As Five (pt)
- 2022: Júpiter
- 2022: Amours et illusions